# 후지 네트워크

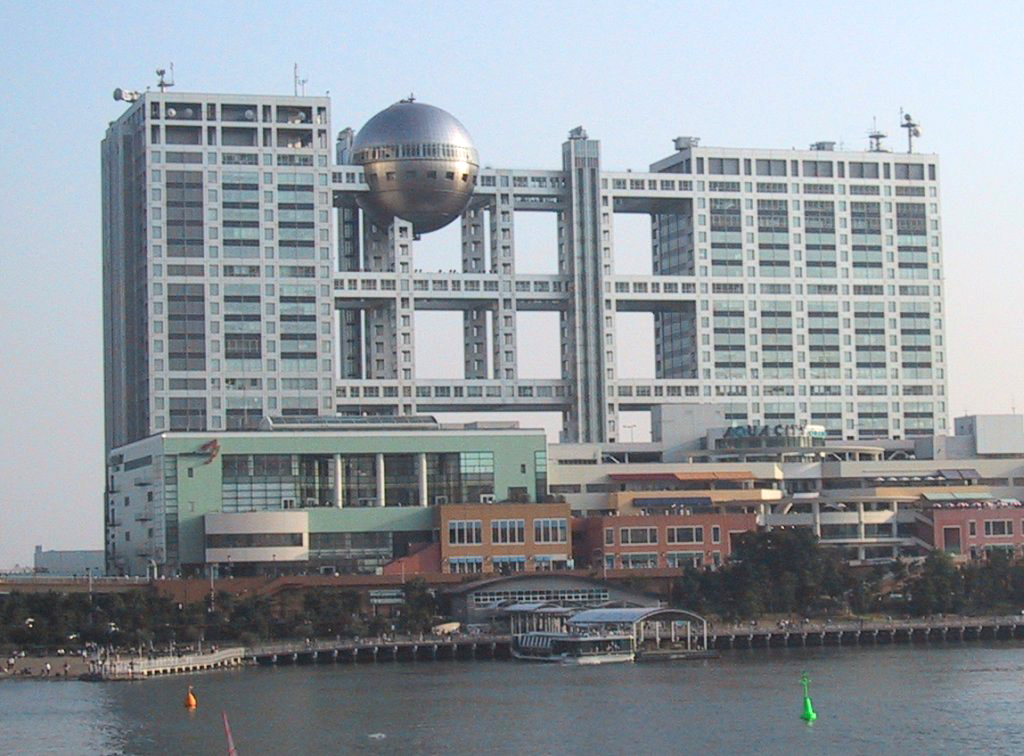

후지 네트워크(Fuji Network System, 약칭：FNS)는 후지 TV(CX)를 중심방송국(키 스테이션)으로, 간사이 권역(긴키 광역권)의 간사이 TV 방송을 준중심방송국으로 하는 일본의 텔레비전 지역 민방 네트워크이다.
프로그램 네트워크인 FNS와 별개로 뉴스 네트워크인 FNN이 존재한다.

## 개요
- 대부분의 지방 계열국들이 현지 민영FM 방송국 설립시 자본을 투자했다.
- 라디오와 텔레비전 방송국을 같이 운영하는 가맹국이 없다.(도카이 TV와 도카이 라디오 방송은 자본관계가 있긴하지만 엄연히 다른 별개의 회사이다.)
- 중앙스폰서가 붙지 않는 FNS계열 프로그램 중 일부는 독립 UHF 방송국에서 방송하기도 한다.

## 연혁
- 1959년 3월 1일 - 후지 텔레비전 개국. 이 때 후지 텔레비전(CX), 도카이TV(THK), 간사이 TV 방송(KTV), 규슈아사히 방송(KBC)이 「프로그램 교류에 관한 협정서」를 체결한다.
- 1964년 - 7도시 간선 네트워크(삿포로 TV 방송(STV)-센다이 방송(OX)-후지 텔레비전-도카이TV-간사이 TV 방송-히로시마 TV 방송(HTV)-TV 니시닛폰(TNC))완성.
- 1966년 10월 - 후지 뉴스 네트워크(FNN) 협정 성립.
- 1969년 10월 - 후지 네트워크(FNS) 발족. 21개 방송국이 가맹했다.
- 1971년 10월 1일 - 후쿠시마 TV(FTV)가 가맹(FNN 가맹은1983년 4월 1일).
- 1972년 4월 - 홋카이도 분카 방송(UHB)이 개국과 동시에 가맹,(그와 동시에 STV는 네트워크 탈퇴). TV 미야자키(UMK)가 가맹(FNN 정식 가맹은1973년 1월 26일).
- 1973년 - 네트워크 심볼 마크 제정.
- 1974년 - FNS 자선 캠페인 시작.
- 1974년 12월 - FNS 가요제를 개최.
- 1975년 10월 1일 - TV 신히로시마(TSS)가 개국과 동시에 가맹하면서 HTV가 네트워크에서 탈퇴한다.
- 1987년 9월 30일 - TV 야마구치(tys)가 네트워크를 탈퇴하는 동시에 JNN 완전가맹국이 된다.
- 1991년 4월 1일 - 이와테 멘코이 TV(mit)가 개국과 동시에 가맹하면서 이와테 방송, TV 이와테(모두 FNS에 가맹하지 않았음)가 프로그램 판매에 의한 네트워크 관계를 해소한다. 그와 동시에 TV 나가사키(KTN)가 FNN·FNS 완전가맹국이 된다.(니혼 TV 계열국인 나가사키 국제 TV(NIB)가 개국으로 인해.). 여담이지만, KTN은 1990년 10월부터 FNN·FNS 완전가맹국이 되었지만, NIB 개국까지 니혼TV 계열 프로그램을 프로그램 판매 형식으로 방송하고 있었다.
- 1993년 3월 31일 - 야마가타 TV(YTS)가 네트워크 관계를 해소.
- 1994년 4월 1일 - 가고시마 TV(KTS)가 FNN·FNS 완전가맹국이 된다(그 전까지는 니혼TV와 크로스넷 관계를 맺고 있었다).
- 1997년 4월 1일 - 사쿠란보 TV(SAY)와 고치 산산 TV(KSS)가 개국과 동시에 가맹.

## 네트워크 가맹국
- 기재순서에 대해
  - 이 표는, 일본 북쪽지역에서 남쪽지역 순으로 기재되어 있다.
- 기호에 대해
  - ●：예전에 FNN/FNS 가맹국(지역 민방)이 존재한 지역
  - ○：예전에 FNS 가맹국(지역 민방)이 존재한 지역

| 방송구역    | 약칭/ID | 회사명             | FNS 가맹 연월일                           | 비고 | 기호 |
| ----------- | ------- | ------------------ | ----------------------------------------- | --- | ---- |
| 홋카이도    | uhb 8   | 홋카이도 분카 방송 | 1972년 4월 1일 개국시                     | | ○    |
| 아오모리현  | 없음    | 없음               | 없음                                      | |      |
| 아키타현    | AKT 8   | 아키타 TV          | 1969년 12월 1일 개국 당시                 | |      |
| 이와테현    | mit 8   | 이와테 멘코이 TV   | 1991년 4월 1일 개국 당시                  | |      |
| 야마가타현  | SAY 8   | 사쿠란보 TV        | 1997년 4월 1일 개국 당시                  | | ●    |
| 미야기현    | OX 8    | 센다이 방송        | 1969년 10월 1일 정식 가맹                 | 개국은 1962년 10월 1일 |      |
| 후쿠시마현  | FTV 8   | 후쿠시마 TV        | 1971년 10월 1일 정식 가맹                 | 개국은 1963년 4월 1일. FNN은 1983년 4월 가맹(1971년 10월~1983년 3월까지는 FNS만 가맹했다). FNS 창설 이전에도 일부 후지계열 프로그램(뉴스 제외)을 동시방송하고 있었다.                                                                                            | ●    |
| 간토 광역권 | CX 8    | 후지 TV            | 1959년 3월 1일 네트워크 창설시(이날 개국) | 중심방송국(키 스테이션). 정식 네트워크 창설은 1969년 10월. |      |
| 야마나시현  | 없음    | 없음               | 없음                                      | |      |
| 나가노현    | NBS 8   | 나가노 방송        | 1968년 12월 20일 개국 당시                | |      |
| 니가타현    | NST 8   | 니가타 종합 TV     | 1968년 12월 16일 개국 당시                | |      |
| 시즈오카현  | SUT 8   | TV 시즈오카        | 1968년 12월 24일 개국시                   | |      |
| 주쿄 광역권 | THK 1   | 도카이 TV          | 1959년 3월 1일 네트워크 창설시            | 개국은 1958년 12월 25일. 정식 가맹은 1969년 10월 1일. |      |
| 도야마현    | BBT 8   | 도야마 TV 방송     | 1969년 4월 1일 개국 당시                  | 구통칭：T34(1993년 12월까지 사용) |      |
| 이시카와현  | ITC 8   | 이시카와 TV        | 1969년 4월 1일 개국 당시                  | |      |
| 후쿠이현    | FTB 8   | 후쿠이 TV 방송     | 1969년 10월 1일 개국 당시                 | |      |
| 긴키 광역권 | KTV 8   | 간사이 TV 방송     | 1959년 3월 1일 창설 당시                  | 준중심방송국. 개국은 1958년 11월 22일. 정식 가맹은 1969년 10월 1일. 2007년 4월 자사방송 버라이어티 프로그램에서 일어난 날조사건으로 일본 민간방송 연맹으로부터 제명 처분을 받았다. 이 문제 때문에 FNS 회원 활동 정지나 심야 방송 휴지도 검토되었지만 보류되었다. |      |
| 오카야마현  | OHK 8   | 오카야마 방송      | 1969년 4월 1일 개국 당시                  | 발족 당시부터 1979년 3월 오카야마·가가와 방송구역 광역화 전까지 오카야마만 방송구역이었다. 그리고 1979년 3월까지 ANN과 크로스넷 관계를 맺기도 했다. |      |
| 가가와현    | OHK 8   | 오카야마 방송      | 1969년 4월 1일 개국 당시                  | 발족 당시부터 1979년 3월 오카야마·가가와 방송구역 광역화 전까지 오카야마만 방송구역이었다. 그리고 1979년 3월까지 ANN과 크로스넷 관계를 맺기도 했다. |      |
| 히로시마현  | tss 8   | TV 신히로시마      | 1975년 10월 1일 개국 당시                 | | ●    |
| 돗토리현    | TSK 8   | 산인 중앙 TV 방송  | 1970년4월 1일 개국 당시                   | 개국 당시 방송국명은 시마네 방송 주식회사. 1972년 9월 산인 지역 방송구역 광역화 전까지 시마네 현만 방송구역이었다.그런 이유로 돗토리 현에서는 FNS 발족당시부터 1972년 9월까지, 니혼카이 테레비(NKT)가 FNS에 가맹하고 있었다(FNN에도 가맹).                       | ●    |
| 시마네현    | TSK 8   | 산인 중앙 TV 방송  | 1970년4월 1일 개국 당시                   | 개국 당시 방송국명은 시마네 방송 주식회사. 1972년 9월 산인 지역 방송구역 광역화 전까지 시마네 현만 방송구역이었다.그런 이유로 돗토리 현에서는 FNS 발족당시부터 1972년 9월까지, 니혼카이 테레비(NKT)가 FNS에 가맹하고 있었다(FNN에도 가맹).                       | ●    |
| 야마구치현  | 없음    | 없음               | 없음                                      | |      |
| 도쿠시마현  | 없음    | 없음               | 없음                                      | |      |
| 에히메현    | EBC 8   | TV 에히메          | 1969년 12월 10일 개국 당시                | |      |
| 고치현      | KSS 8   | 고치 산산 TV       | 1997년 4월 1일 개국 당시                  | |      |
| 후쿠오카현  | TNC 8   | TV 니시닛폰        | 1969년 10월 1일 정식 가맹                 | 1964년 9월 1일부터 네트워크 관계는 존재했음(당시 TV니시닛폰은 NNN계열과의 크로스넷 방송국이었음). |      |
| 사가현      | STS 3   | 사가 TV            | 1969년 4월 1일 개국 당시                  | |      |
| 나가사키현  | KTN 8   | TV 나가사키        | 1969년 4월 1일 개국 당시                  | |      |
| 오이타현    | TOS 4   | TV 오이타          | 1970년 4월 1일 개국 당시                  | 2002년 3월까지 NNN/NNS와 크로스넷 관계(NNS는 비완전가맹국 취급). |      |
| 구마모토현  | TKU 8   | TV 구마모토        | 1969년 4월 1일 개국시                     | |      |
| 미야자키현  | UMK 3   | TV 미야자키        | 1972년 4월 1일부터                        | 개국은 1970년 4월 1일. FNN에는 1973년 1월 26일 정식 가맹. |      |
| 가고시마현  | KTS 8   | 가고시마 TV        | 1969년 10월 1일부터                       | 개국은 1969년 4월 1일 |      |
| 오키나와현  | OTV 8   | 오키나와 TV 방송   | 1972년 5월 15일부터                       | 개국은 1959년 11월 1일 |      |

### 예전에 가맹했던 방송국
| 방송구역   | 약칭/ID | 회사명           | 개요·이유 등 |
| ---------- | ------- | ---------------- | --- |
| 홋카이도   | STV 5   | 삿포로 TV 방송   | 발족~1972년3월까지 가맹(실제로는 1964년부터 FNS에 참가하고 있었다). FNS에서 유일한 라디오 겸영방송국이었지만 FNN에는 가맹하지 않았다. |
| 야마가타현 | YTS 5   | 야마가타 TV      | 1970년 4월 개국~1993년 3월까지. FNN에도 가맹하고 있었다. 경영난의 이유(아사히 신문으로부터 증자를 받았다)로 ANN으로 네트워크를 바꾸게 되었다. |
| 후쿠시마현 | FCT 4   | 후쿠시마 중앙 TV | 1970년 4월 개국~1971년 9월까지. FNN에도 가맹했었다. 요미우리 신문과의 자본관계 때문에 1971년 9월 후쿠시마 TV에 양보하는 형태로 네트워크 이탈. 덧붙여 후쿠시마TV는 당시 JNN 계열 방송국이었기 때문에, FNS만 가맹했다(JNN 배타협정에 근거한 조치로 1983년 JNN를 탈퇴하고(3월) FNN에 가맹(4월)). |
| 히로시마현 | HTV 4   | 히로시마 TV 방송 | 발족~1975년 9월까지 가맹. FNN에도 가맹하고 있었다. |
| 야마구치현 | tys 3   | TV 야마구치      | 1970년 4월개국 당시부터 1987년 9월까지. JNN 배타협정으로 인해 이탈. 덧붙여 FNN에는 개국 당시부터 가맹하지 않았음(이것도 JNN 배타협정으로 인한 것이다). |

### 참가를 예정하면서 가맹하지 않았던 방송국
| 방송구역   | 약칭/ID | 회사명      | 개요·이유등 |
| ---------- | ------- | ----------- | --- |
| 아오모리현 | ATV 6   | 아오모리 TV | 1968년 12월 ANN·JNN(준계열국 취급) 크로스넷 방송국으로 개국.1975년 3월 31일 JNN 완전가맹국이 되면서 가맹하지 않았다. |
| 야마나시현 | UTY 6   | TV 야마나시 | 1970년 4월 JNN 완전가맹국으로 개국하면서 FNN·FNS에는 가맹하지 않았다.                                                |
| 고치현     | KUTV 6  | TV 고치     | 1970년 4월 JNN 완전가맹국으로 개국하면서 FNN·FNS에는 가맹하지 않았다.                                                |